# Ituango
Ituango là một khu tự quản thuộc tỉnh Antioquia, Colombia. Thủ phủ của khu tự quản Ituango đóng tại Ituango Khu tự quản Ituango có diện tích 2347 ki lô mét vuông. Đến thời điểm ngày 28 tháng 5 năm 2005, khu tự quản Ituango có dân số 27491 người.